# Video Girl Ai
Video Girl Ai (電影少女, Den'ei Shōjo, A garota do Filme) é uma série de mangá de romance escrito e desenhado por Masakazu Katsura publicado na revista Weekly Shōnen Jump de 4 de dezembro de 1989 a 20 de abril de 1992, totalizando 13 volumes compilados. Depois foi seguido por uma sequência chamado Video Girl Len, que foi publicado entre 27 de abril e 20 de julho de 1992, compilando 2 volumes. O manga foi adaptado para um filme em live-action que foi lançado em 1991. Depois foi adaptado para uma série em anime, lançado no formato OVA em seis episódios que foi lançado em 1992 no Japão, foi produzido pela IG Tatsunoko (que depois mudou o nome para Production I.G.). O OVA é baseada nos três primeiros volumes do mangá. Em 2018, foi adaptado mais uma vez para uma série live-action que foi transmitido na TV Tokyo e durou até 2019.
No Brasil, foi um dos primeiros mangas a serem publicados pela Editora JBC com 30 volumes, sendo 26 volumes com o título original e em seguida foi lançado Video Girl Len em quatro edições. A série foi publicado em 2001.

## Enredo
Youta Moteuchi, é um jovem rapaz que entre seus amigos é famoso por ser azarado com as mulheres e não saber como lidar com elas, chegando no ponto em que sempre consulta revista sobre relacionamento. Isso porque ele tem medo e é tímido quando está perto delas, principalmente por sua colega de classe Moemi Hayakawa, por quem é apaixonado, mas Moemi vê Youta como um grande amigo e confessa que está apaixonada pelo popular Takashi Niimai (melhor amigo de Youta). Em vez de confessar seus sentimentos, Youta faz o oposto e encoraja Moemi a confessar seus sentimentos, o que a deixa muito feliz sem perceber a tristeza dele.
Deprimido, Youta se depara com uma videolocadora chamada Gokuraku (Paraíso) que ele nunca havia visto antes. Lá, o funcionário disse que o lugar era especial, que aparecia apenas para pessoas com o coração partido, então ele indica uma fita cassete chamado de "Video Girl Ai", que Youta acha ser apenas uma fita de ídolo (fitas com ídolos japonesas em situações sexys, muito comuns no Japão). No entanto, quando toca a fita, ele fica surpreso quando percebe que a protagonista chamada Ai Amano, de 16 anos, esta conversando com ele dizendo que estava ali "apenas por causa dele". De repente, Ai sai pela televisão e se materializa como uma garota de verdade. Ela explica para ele que sua missão de ajudá-lo com seus problemas amorosos, no prazo de 3 meses e não deve desligar o vídeo antes do prazo, senão ela some. Mas nem tudo sai como planejado, porque o vídeo de Youta estava apresentando problemas, e por isso Ai adquire a habilidade de sentir sentimentos.
A parti da história, Youta e Ai passam por muitas aprovação enquanto lidam com seus próprios sentimentos, medos e inseguranças que surgem no caminho.

## Personagens Principais
- Ai Amano: Ela é um ser com a aparência de uma adolescente de 16 anos, que foi criada para confortar e atender os pedidos da pessoa que tocar a fita, mas quando Youta coloca a fita da Ai para tocar no videocassete defeituoso, Ai adquiri a habilidade de sentir sentimentos e ganha uma personalidade mais humana, fazendo com que seja rude, tomboyish e às vezes usa atitudes violentas para provocar Youta ou ajudá-lo com seus problemas. No fundo, ela teme em sumir para sempre e não poder ficar perto de Youta ou de seus amigos.
- Youta Moteuchi: O protagonista da história e o responsável por liberta a Ai, é o estereótipo perdedor que não consegue declarar seus sentimentos com nenhuma garota, levando a ele se atrapalhar e se meter em apuros. Apesar de tudo, ele é um bom rapaz que ainda está aprendendo sobre si mesmo, sobre relacionamentos e sentimentos. Com a ajuda de Ai, ele vai amadurecendo aos poucos e tomando coragem para tomar decisões. Seu sonho é ser um ilustrador de livros.
- Moemi Hayakawa: Uma garota gentil e doce, é a atração principal de Youta, mas para a infelicidade dele, Moemi ama o popular da escola Takashi Niimai e é o melhor amigo de Youta. Embora seja gentil, ela se sente insegura consigo mesma e com o que sente pelo Takashi, com medo de seus sentimentos não serem correspondidos.
- Takashi Niimai: É o melhor amigo de Youta desde a infância e sabe o que ele sente pela Moemi, no entanto, ele se mantêm leal a Youta em não contar a verdade a Moemi (esperando Youta contar para ela) por isso ele age de modo frio com ela, apesar de se arrepender e começar a gostar dela aos poucos. Ele foi membro de uma banda, mas saiu devido a um grave acidente.

## Personagens Secundários
- Nobuko Nizaki: Ela é um ano mais nova que Youta, e esta apaixonada por ele já faz dois anos, quando eles frequentavam o curso de arte. É uma jovem determinada em conseguir as coisas e avalia antes de avançar.
- Natsumi Yamaguchi: Ela foi a primeira amiga de Youta quando eram crianças, mas teve que se mudar para o campo depois da morte de seus pais. Alguns anos depois, ela reaparece fugindo de casa para reencontrar seu namorado que foi para a cidade em busca do seu sonho de se tornar dançarino, mas por algum motivo ele não mandou nenhuma notícia. Embora tenha problema no coração, Natsumi sempre estende a mão para ajudar as pessoas em perigo.

## Dubladores
- Ai Amano - Megumi Hayashibara
- Criador de Ai: Hirotaka Suzuoki
- Moemi Hayakawa: Yui Amano
- Youta Moteuchi: Takeshi Hayashibara
- Takashi Niimai: Koji Tsujitani